# Theodor Magnus Fries
Theodor Magnus Fries (1832 - 1913) foi um botânico sueco, filho de Elias Magnus Fries.